# Mount Kaweah
Mount Kaweah je hora v jižní části pohoří Sierra Nevada, na východě Kalifornie.
Je devátou nejvyšší horou Kalifornie s prominencí vyšší než 500 m.
Hora je pojmenovaná podle řeky Kaweah River (řeka podle původních obyvatel oblasti Kaweahů).

## Geografie
Mount Kaweah leží v centrální části Národního parku Sequoia. Nachází se necelých 20 km jihozápadně od Mount Whitney. Horský masiv má čtyři hlavní vrcholy: Big Kaweah, Red Kaweah (4 192 m), Black Kaweah (4 190 m) a Grey Kaweah (4 184 m).
Oblast je obtížně dostupná. Nejkratší turistická trasa na vrchol hory a zpět z údolí Mineral King má délku 42 km.